# Molotov TV
Pour les articles homonymes, voir Molotov (homonymie).
Molotov TV stylisé en Molotov.TV, est un service franco-américain de distribution de chaînes de télévision commercial diffusé par Internet accessible gratuitement et en option payante, lancé le 11 juillet 2016,. Fondé par Jean-David Blanc (fondateur d'Allociné) que rejoignent Pierre Lescure (ancien président de Canal+), Jean-Marc Denoual (ancien responsable de l’innovation chez TF1) et Kévin Kuipers (co-créateur de Gamekult), le service propose l'accès aux chaînes de télévision et à leur replay sans autre matériel qu'un accès à Internet, donc sans box ni antenne hertzienne.

## Modèle commercial
Dès son lancement, Molotov permet de consommer les différentes chaînes de télévision dans une unique interface centralisée : direct, replay et, dans sa version payante, fonction d'enregistrement de ses programmes préférés dans le « cloud », pour les visionner ultérieurement en mode streaming et possibilité de les télécharger pour une lecture hors connexion.
À son lancement, le service veut se positionner en modèle du futur de la télévision en France, grâce à son interface spécifique et sa facilité de navigation dans les programmes de télévision, dont le modèle est similaire au service américain TiVo, lancé en 1999. Molotov permet de regarder la télévision par Internet, en utilisant le principe de l’OTT, en étant accessible gratuitement avec une adresse IP française et depuis les 27 pays de l’Union Européenne, l’Islande, la Norvège et le Liechtenstein avec un abonnement payant. En souscrivant depuis la France à l'option Molotov Extra, le service est disponible sur tous les écrans, du mobile à la télévision connectée, notamment sur les périphériques iOS et Android. Entre autres fonctionnalités, Molotov permet aussi à l'utilisateur de revenir au début ou à tout instant d'un programme diffusé en direct, de l'enregistrer dans le cloud ou de suivre une personnalité pour être alerté de la diffusion des programmes qui lui sont liés.
La possibilité d'accéder aux programmes des chaînes de télévision sur tout terminal connecté à Internet pourrait augurer d'une remise en cause du modèle « triple play » reposant essentiellement en France sur les box des opérateurs.

## Historique
Le 11 juillet 2016, Molotov est officiellement lancé à l’occasion de la WWDC d’Apple à Cupertino,.
Le 7 décembre 2016, l'option Ciné+ arrive dans l'offre Molotov permettant d'accéder à 6 chaînes cinéma premium. Le 4 juillet 2017, le bouquet OCS rejoint Molotov.
Toujours en décembre 2016, Molotov annonce avoir réalisé une deuxième levée de fonds de 22 millions d'euros, après une première levée de fonds de 10 millions d'euros en 2014.
Le 14 septembre 2017, Médiamétrie annonce que les audiences de Molotov seront comptabilisées sur tous les écrans (télévision, ordinateur, téléphone mobile et tablette), et intégrées dans les mesures quotidiennes de Médiamétrie à partir du 2 octobre 2017.
En octobre 2017, Molotov permet à ses utilisateurs ayant pris une option payante de profiter du service en HD 1080p et en Ultra HD,. Les utilisateurs gratuits bénéficiant toujours de la HD 720p.
Le 1er décembre 2017, les enregistrements d'émissions dans le « cloud » de Molotov passent de 10 à 8 heures dans la version gratuite pour, selon le service, « continuer à proposer Molotov gratuitement »,. Le 31 août 2018, Molotov annonce le retrait de la fonction enregistrement de son offre gratuite en raison de l'augmentation des coûts de redevance pour copie privée à l'organisme Copie France. Il est donc désormais nécessaire de souscrire une offre payante pour pouvoir enregistrer jusqu'à 150 heures de programmes dans le cloud.
En novembre 2018, la société revendique 6,6 millions d'utilisateurs et jusqu'à 900 nouveaux abonnés payants chaque jour, contre une vingtaine en 2017. La barre de 7 millions d'utilisateurs est atteinte fin décembre 2018.
Le 30 janvier 2019, le groupe Altice France annonce entrer en négociation exclusive afin de devenir actionnaire majoritaire de Molotov, avec pour objectif commun entre les deux groupes d'accélérer le développement de l'application en France et à l'international, et d'offrir aux clients du Groupe Altice (SFR, RED et RMC Sport), la « meilleure expérience digitale et OTT du marché aux clients ». Toutefois, Jean-David Blanc précise que « Molotov n'est pas à vendre ».
Près d'un an plus tard, en janvier 2020, les négociations avec Altice n'ayant pas abouti à cause du mécontentement de certains actionnaires, Xavier Niel renfloue la société à hauteur de 30 millions d’euros et Molotov indique avoir franchi la barre des 10 millions d'utilisateurs.
Le 19 janvier 2020, Molotov intègre l’indice French Tech 120.
Le 15 avril 2020, Molotov lance une campagne de publicité grand public : « Voilà Molotov ». Cette campagne publicitaire s’étend jusqu’au 15 mai, avec pour objectif de faire connaître les services de la plateforme et attirer de nouveaux utilisateurs.
À partir du 20 avril 2020, les 2 dernières grandes chaînes de la TNT encore absentes sur Molotov intègrent l'offre de base gratuite : il s'agit des 2 chaînes de NRJ Group (NRJ 12 et Chérie 25) à l'issue d'une longue mésentente avec le groupe NRJ.
En avril 2020, pendant le confinement provoqué par le Covid-19 et face à la fermeture des établissements scolaires, le service ajoute une rubrique « Molotov pour l'école » accessible dès la maternelle et jusqu'à la terminale en rassemblant tous les contenus télévisuels organisés par classe et par thème. Ces cours, conçus par des enseignants, sont produits par la start-up toulousaine SchoolMouv.
Le 16 juin 2020, Molotov annonce le lancement de Molotov Solutions, une offre technologique à destination des professionnels (médias, opérateurs, collectivités...).
En novembre 2020, Molotov lance Mango (devenu Molotov Channels), un service d'AVOD (vidéo à la demande financée par la publicité) qui regroupe des films, des documentaires et des programmes pour enfants accessibles depuis tout compte gratuit.
Début décembre 2020, Amazon annonce que Molotov est maintenant compatible avec son assistant Alexa, disponible sur les écrans connectés Amazon Echo Show.
Après avoir lancé son offre fin décembre en Côte d'Ivoire, Molotov annonce dans un communiqué son intention de s'étendre en Afrique francophone, avec notamment un plan court-terme sur 6 autres pays du continent : le Sénégal courant janvier, le Cameroun en février, le Burkina Faso en mars, la Tunisie en avril, puis la Guinée et la République Démocratique du Congo. Molotov s'y appuiera sur un partenariat avec Digital Virgo, une solution de monétisation opérant dans plus de 40 pays. Cette implantation initiale pourrait être suivie par une expansion plus, avant de se développer dans le reste de l'Afrique francophone. Des versions régionales pour l’Asie, l’Europe et l’Amérique du Sud sont également envisagées.
Le 10 novembre 2021, Molotov a été racheté pour 164,3 millions d'euros par son homologue américain FuboTV : "C'est le début d'une nouvelle ère de Molotov qui va se déployer avec beaucoup plus de moyens, sur deux continents avec une vraie volonté de constituer un groupe mondial" se réjouit Jean-David Blanc qui a désormais pour mission de développer Molotov en Europe. "L'idée est de faire de Molotov le hub européen de l'ensemble du groupe" poursuit l'entrepreneur.
En décembre 2021, les chaines du groupe M6, puis celles du groupe TF1 en février 2022, ne sont plus disponibles gratuitement sur la plateforme, à la suite de décisions de justice,. En effet, les contrats liant Molotov et M6 et TF1 s'étaient terminés respectivement en 2018 et 2019 et Molotov continuait de les diffuser sans autorisation. En mars 2022, les chaînes de BFM Régions deviennent accessibles sur le service.
Le 16 mai 2022, Molotov annonce le lancement de 7 chaînes fast thématiques, c'est-à-dire des chaînes de télévision linéaires en streaming gratuites financées par la publicité.

## Offres et options
L'offre de base de Molotov est gratuite et inclut 51 chaînes parmi lesquelles 17 chaînes de la TNT française nationale, des chaînes thématiques de Molotov et d'autres diverses chaînes (Brut, France 24, France Inter, Okoo, ...). Le service propose notamment à l'utilisateur de revenir au début à tout instant d'un programme diffusé en direct, et d'utiliser la fonction replay (ou télévision de rattrapage) sur certaines chaînes. Pas moins de 10 chaînes des groupes TF1 et M6 (TF1, M6, W9, TMC ...) sont toutefois absentes de l'offre gratuite (contrairement à d'autres logiciels gratuits comme Captvty ou ZedTV).
Des abonnements payants sont également proposés, offrant à leurs utilisateurs accès jusqu'à 164 chaînes au total, 150 heures d'enregistrement dans le cloud visibles en streaming, téléchargement de ces programmes pour une lecture hors connexion, diffusion en simultané jusqu’à 4 écrans en 4K et accessibilité depuis tous les pays de l’Union européenne, l’Islande, la Norvège et le Liechtenstein aux résidents français qui souscrivent à l'option Molotov Plus. Une option payante permet également d'accéder à plus de 1 000 titres de cinéma en VOD.

## Disponibilité
Le service est disponible dès son lancement en juillet 2016 en France métropolitaine, DROM-COM, Monaco et Andorre sur les ordinateurs Apple et PC, sur l'Apple TV ainsi que sur l'iPad. Il faudra attendre septembre de la même année pour qu'il le soit sur l'iPhone et novembre pour les téléviseurs LG sous webOS et tous les appareils sous Android.
En février 2021, le service est également disponible sur les Smart TV de Panasonic, Samsung, LG, Sony et Hisense ainsi que sur TV TCL Thomson, Chromecast, Amazon Fire TV, Xiaomi Mi TV Stick, Nvidia Shield, Xbox, les smartphones et tablettes Huawei, en VR sur casque Oculus, par commande vocale sur Google Nest Hub et Amazon Echo Show (Alexa), ainsi que sur les ordinateurs sous Linux.

## Popularité
Molotov atteint son premier million d’utilisateurs en 8 mois. Au 11 novembre 2020, Molotov compte 13 millions d’utilisateurs et 200 000 abonnés[Où ?] à ses différentes options payantes.